# Speedway (motociclismo)

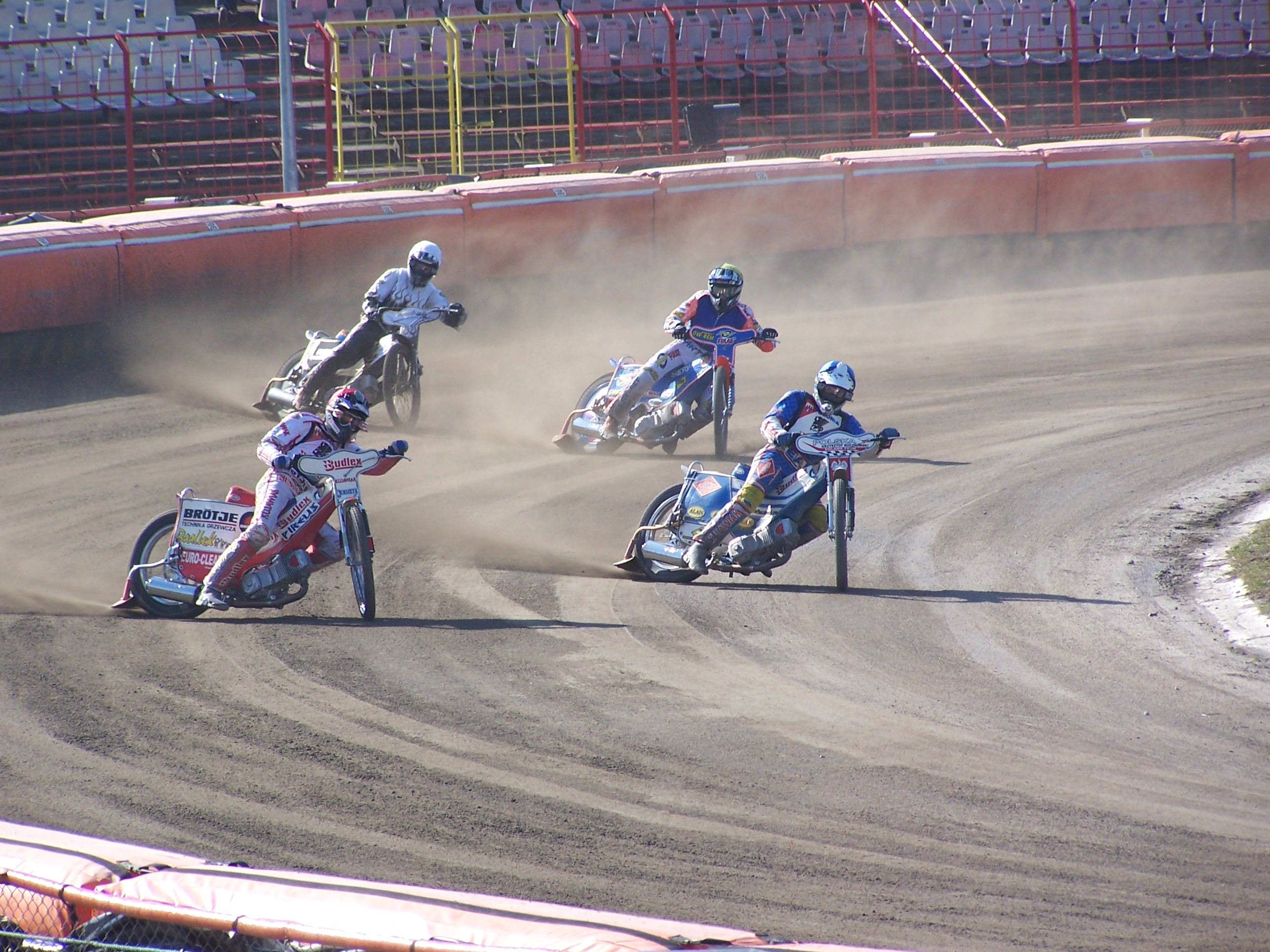
Pista de speedway.

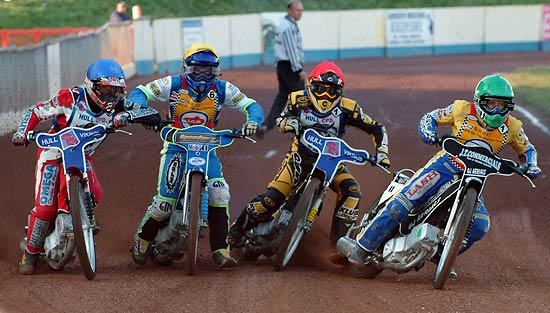
Briga por posições na primeira curva.

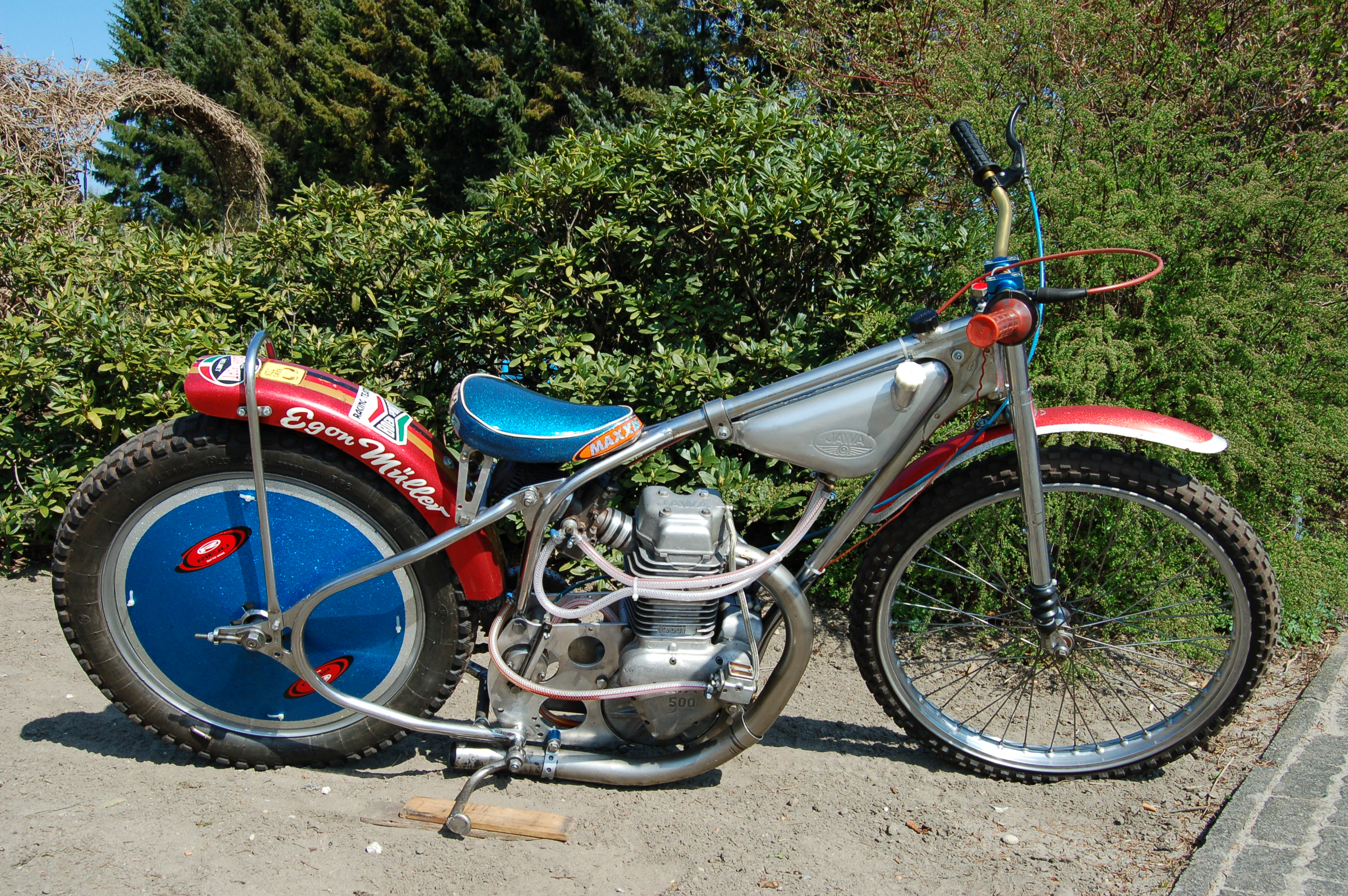
Uma motocicleta preparada para Speedway.

Speedway é uma categoria de motociclismo com corridas em circuito oval de terra, tem entre 260 e 425 metros de comprimentos (Longtrack), sempre opostos ao sentido horário. As competições deram-se início no século XX.
A superfície pode ser de diferentes materiais: terra, granito, areia, argila (Dirt Track) também chamada (Grasstrack). Sobre todas estas superfícies, os pilotos devem ter controle para atingir altas velocidades além de manter a estabilidade do moto no terreno, cuidando-se para não derrapar as motocicletas, que possuem potência de arrancada muito superior a uma motocicleta convencional, não possuem freios, câmbio e amortecedores traseiros (somente uma corda de emergência para parar a moto), são extremamente leves (entre 80 e 100 quilos), usam metanol como combustível, e usam pneus com perfis alto.
Os mais importantes fabricantes de motos de speedway são da itália, no GM (Giusseppe Marzotto), na checo Jawa e os ingleses Godden, JAP e Weslake. 
Os Campeonatos Nacionais mais importantes do mundo ocorrem na Inglaterra (Elite, Conference e Premier League), Dinamarca, Polônia, Suécia e Austrália.

## Uma competição de speedway
Uma competição de speedway normalmente consiste em 15 a 20 voltas na pistas com 4 participantes. Os pilotos pontuam da seguinte maneira: 
| Pontos para pistas com 4 pilotos |        |
| Posição                          | Pontos |
| Primeiro                         | 3      |
| Segundo                          | 2      |
| Terceiro                         | 1      |
| Quarto                           | 0      |